# Atractodes rodnensis
Atractodes rodnensis är en stekelart som först beskrevs av Kiss 1924.  Atractodes rodnensis ingår i släktet Atractodes och familjen brokparasitsteklar. Inga underarter finns listade.